# Erich Meier (Fußballspieler)
Erich Meier (* 30. März 1935; † 8. Februar 2010 in Wallau) war ein deutscher Fußballspieler, der als Linksaußen von Eintracht Frankfurt im Jahre 1959 die deutsche Meisterschaft gewann. Im Hauptberuf war er Feinmechaniker.

## Laufbahn

### Eintracht Frankfurt
Erich Meier hatte seine Sternstunden in den Europapokalspielen 1959/60, in denen er in sechs Spielen vier Tore erzielen konnte. Dadurch entstand auch sein Spitzname „Flutlicht-Meier“. Auch im Endspiel am 18. Mai in Glasgow gegen Real Madrid durfte er auflaufen, und im Halbfinalrückspiel bei den Glasgow Rangers erzielte er beim 6:3-Sieg der Eintracht zwei Tore. Zur Eintracht gekommen war Meier 1956 vom FV 09 Breidenbach und absolvierte sein erstes Verbandsspiel in der Fußball-Oberliga Süd am 11. November 1956 beim 1:0-Auswärtserfolg bei Schwaben Augsburg. Er bildete dabei mit Alfred Pfaff den linken Flügel der Eintracht. Stammplatzinhaber auf Linksaußen war aber in diesen Jahren Helmut Geiger, ehe er anschließend im Schatten von Lothar Schämer stand. Als die Riederwald-Elf 1958/59 die Südmeisterschaft vor dem Lokalrivalen Kickers Offenbach gewann, absolvierte Meier in der Liga 13 Spiele und erzielte dabei sieben Tore. In der Endrunde um die deutsche Meisterschaft kam er in den zwei Gruppenspielen gegen den 1. FC Köln und den FK Pirmasens zum Einsatz. Mit dem Südvizemeister Frankfurt kam er 1960/61 in den Endrundenspielen gegen Borussia Dortmund, Hamburger SV und den 1. FC Saarbrücken auf fünf Einsätze und erzielte dabei fünf Tore. Mit dem Heimspiel am 25. Februar 1962 gegen den VfB Stuttgart beendete er seine Aktivität in der Oberliga Süd bei Eintracht Frankfurt.

### Vereine nach Eintracht Frankfurt
Meier wechselte zur Runde 1962/63 zum 1. FC Kaiserslautern in die Fußball-Oberliga Südwest. Er spielte eine ausgezeichnete Runde mit 27 Einsätzen und 21 Toren und feierte mit der Betzenberg-Elf die Meisterschaft. Im ersten Jahr der Fußball-Bundesliga, 1963/64, trat er in 20 Spielen für die Pfälzer an und erzielte elf Tore an der Seite des niederländischen Halblinken Jacobus Prins. Seine Karriere beendete er 1966/67 bei AGOVV Apeldoorn, nachdem er zuvor 1965/66 bei VV Alkmaar '54 gespielt hatte.